# Frédéric de Schleswig-Holstein-Sonderbourg-Glücksbourg (1891-1965)
Pour les articles homonymes, voir Frédéric de Schleswig-Holstein-Sonderbourg-Glücksbourg (homonymie).
Titre
Duc de Schleswig-Holstein-Sonderbourg-Glücksbourg
19 mars 1934 – 10 février 1965
(30 ans, 10 mois et 22 jours)
Frédéric de Schleswig-Holstein-Sonderbourg-Glücksbourg, (en allemand : Friedrich zu Schleswig-Holstein-Sonderburg-Glücksburg) est né au château de Grünholz le 23 août 1891 et mort à Cobourg le 10 février 1965.
Il est duc de Schleswig-Holstein-Sonderbourg-Glücksbourg, puis de 1934 à 1965, duc de Schleswig-Holstein.

## Famille

### Cercle familial
Frédéric de Schleswig-Holstein, né en 1891, est le cinquième enfant et le fils unique de  Frédéric-Ferdinand de Schleswig-Holstein-Sonderbourg-Glücksbourg (1855-1934) et de Caroline-Mathilde de Schleswig-Holstein-Sonderbourg-Augustenbourg (1860-1932), mariés en 1885.  
Parmi ses cinq sœurs, deux d'entre elles ont contracté des mariages prestigieux : Victoria Adélaïde (1885-1970), mariée en 1905 avec Charles Edouard, duc de Saxe-Cobourg-Gotha, chef de sa maison et Alexandra-Victoria de Schleswig-Holstein-Sonderbourg-Glücksbourg (1887-1957), unie en 1908 avec Auguste-Guillaume de Prusse, devenant dès lors la bru de Guillaume II, empereur allemand.

### Mariage et descendance
Le 5 février 1916, Frédéric de Schleswig-Holstein-Sonderbourg-Glücksbourg, épouse à Cobourg sa cousine issue de germain Marie Melita de Hohenlohe-Langenbourg (1899-1967), une arrière-petite-fille de la reine Victoria de Grande-Bretagne.
Quatre enfants sont nés de cette union, :
- Hans Albrecht de Schleswig-Holstein-Sonderbourg-Glücksbourg (né au château de Louisenlund, à Güby, le 12 mai 1917 et tué le 10 août 1944 à Jedlińsk en Pologne)
- Guillaume de Schleswig-Holstein-Sonderbourg-Glücksbourg (né au château de Louisenlund, à Güby, le 24 septembre 1919 et mort le 17 juin 1926 à Kiel)
- Pierre de Schleswig-Holstein-Sonderbourg-Glücksbourg (né au château de Louisenlund, à Güby, le 30 avril 1922 et mort le 30 septembre 1980 au domaine de Bienebek par Eckernförde, à Thumby), duc de Schleswig-Holstein-Sonderbourg-Glücksbourg, puis duc de Schleswig-Holstein en 1965
- Alexandra de Schleswig-Holstein-Sonderbourg-Glücksbourg (née au château de Louisenlund, à Güby, le 9 juillet 1927 et morte le 14 décembre 2000 à Friedrichshafen), elle épouse civilement le 22 juillet 1970 au château de Grünholz à Thumby, puis religieusement le 25 juillet suivant au château de Louisenlund à Güby, Douglas Barton Miller (né à San Francisco le 8 décembre 1929).

## Biographie
Frédéric de Schleswig-Holstein intègre la marine impériale où il devient lieutenant-capitaine. En 1920, il rejoint le corps Holsatia, association étudiante de l'Université Christian-Albrecht de Kiel. En 1922, il est nommé président du Club automobile de Schleswig-Hosltein.
Fort du soutien du réformateur et pédagogue Kurt Hahn, le duc Frédéric fonde l'internat du château de Louisenlund et crée la Fondation Louisenlund dans laquelle il est fort actif.

## Honneur
- Chevalier de l'ordre de l'Éléphant (Danemark, 24 janvier 1937).

## Généalogie
Frédéric de Schleswig-Holstein-Sonderbourg-Glücksbourg appartient à la première branche (lignée de Schleswig-Holstein-Sonderbourg-Beck) issue de la première branche de la Maison de Schleswig-Holstein-Sonderbourg, elle-même issue de la première branche de la Maison d'Oldenbourg.
En qualité d'agnat de sa famille, le duc Frédéric, cousin germain du père du roi Haakon VII, est, en 1935, l'un des héritiers au trône de Norvège. 